# Пам'ятник Сталіну (парк Постишева)
Пам'ятник Сталіну в місті Донецьк — скульптурна споруда державному, політичному і військовий керівнику СРСР, злочинцю, організатору геноциду 1932—1933 років на території України Сталіну. Був розташований у парку імені Павла Постишева, також злочинця і організатора Голодомору (нині Центральний парк культури і відпочинку імені Щербакова, також сталінського приспішника).

## Опис
Статуя була білого кольору й виконана в повний ріст. Вона стояла на головній алеї парку напроти мосту через Перший міський ставок в обрамленні кулястої акації й домінувала над всім центральним комплексом парку.
Від скульптури піднімалися сходи з балюстрадою на якій були розташовані скульптури шахтарів, атлетів і «дівчина з веслом».
У період десталінізації був демонтований. 13 січня 2010 року Апеляційний суд міста Києва визнав Сталіна злочинцем, винним в організації геноциду 1932—1933 років на території України.